# Vértestolna
Vértestolna là một thị trấn thuộc hạt Komárom-Esztergom, Hungary. Thị trấn này có diện tích 16,95 km², dân số năm 2010 là 548 người, mật độ 32 người/km².